# Formule limite de Kronecker
En mathématiques, les formules limites de Kronecker classiques décrivent le terme constant pour s = 1 d'une série réelle analytique d'Eisenstein (ou fonction zeta d'Epstein) en fonction des termes de la fonction êta de Dedekind. Elles peuvent se généraliser avec des séries d'Eisenstein plus compliquées. Elles sont nommées d'après Leopold Kronecker.

## Première formule limite de Kronecker
La (première) formule limite de Kronecker donne
{\displaystyle E(\tau ,s)={\pi  \over s-1}+2\pi (\gamma -\log(2)-\log({\sqrt {y}}|\eta (\tau )|^{2}))+O(s-1)}
où
- E(τ,s) est la série réelle analytique d'Eisenstein, donnée par

{\displaystyle E(\tau ,s)=\sum _{(m,n)\neq (0,0)}{y^{s} \over |m\tau +n|^{2s}}}
pour Re(s) > 1, et par prolongement par continuité analytique pour des valeurs différentes du nombre complexe s.
- γ est la constante d'Euler-Mascheroni
- τ = x + iy avec y > 0.
- {\displaystyle \eta (\tau )=q^{1/24}\prod _{n\geq 1}(1-q^{n})}, avec q = e2π i τ, est la fonction êta de Dedekind.

Ainsi, la série d'Eisenstein admet un pôle en s = 1 de résidu π, et la (première) formule limite de Kronecker donne le terme constant de la série de Laurent en ce pôle.

## Seconde formule limite de Kronecker
La seconde formule limite de Kronecker donne
{\displaystyle E_{u,v}(\tau ,1)=-2\pi \log |f(u-v\tau ;\tau )q^{v^{2}/2}|}
où
- u et v sont des réels non entiers.
- q = e2π i τ et qa = e2π i aτ
- p = e2π i z et pa = e2π i az
- {\displaystyle E_{u,v}(\tau ,s)=\sum _{(m,n)\neq (0,0)}e^{2\pi i(mu+nv)}{y^{s} \over |m\tau +n|^{2s}}}

pour Re(s) > 1, et est définie par prolongement par continuité analytique pour des valeurs différentes du nombre complexe s.
- {\displaystyle f(z,\tau )=q^{1/12}(p^{1/2}-p^{-1/2})\prod _{n\geq 1}(1-q^{n}p)(1-q^{n}/p).}